# Carvalho Muária
Carvalho Muária, (Nacupe, distrito de Ancuabe, Cabo Delgado, 24 de Agosto de 1958), é um político moçambicano, membro do Partido Frelimo tendo ocupado uma série de cargos públicos importantes.

## Biografia
Filho de camponeses, frequentou os ensinos primário e secundário na sua província natal, tendo depois concluído a licenciatura em Assistência Social na Universidade do Witwatersrand, África do Sul, em 2001. Profissionalmente, trabalhou nas empresas públicas APIE e ECMEP desde 1977 até 1987 em Nampula, Angoche e Tete, tendo então iniciado a sua carreira política no sector das obras públicas. Muária é muçulmano, casado e pai de oito filhos.

## Carreira política
A sua carreira começou como deputado da Assembleia do Povo do regime monopartidário da República Popular de Moçambique entre 1977 e 1980. e continuou em posições mais técnicas ou de nível provincial até 2005.
- Governador da Zambézia - de 2005 a 2010;[2][3]
- Vice-Ministro das Obras Públicas e Habitação - de 2010 a 2011[4]
- Governador de Sofala - de 2011 a 2012[5][6]
- Ministro do Turismo - de 2012 a 2015[7]
- Embaixador na Argélia - de 2018 ao 2022[8]
- Embaixador na República do Zimbabwe. No dia 6 de Dezembro de 2023 Carvalho Muária foi nomeado pelo Presidente da República ao cargo de Alto Comissário da República de Moçambique junto da República do Zimbabwe. Muária, que exercia as funções de embaixador na Argélia, das quais foi exonerado, substitui no cargo Francisco Elias Paulo Cigarro.[9]

Além destes cargos, Muária ocupa impotantes posições no Partido Frelimo, sendo membro do seu Comité Central.